# (4444) Эшер
(4444) Эшер (нидерл. Escher) — астероид главного пояса, который был открыт 16 сентября 1985 года тремя астрономами H. U. Norgaard-Nielsen, L. Hansen и P. и R. Christensen из Европейской южной обсерватории и назван в честь нидерландского художника-графика Маурица Эшера.

Орбита астероида Эшер и его положение в Солнечной системе